# Festival de Cannes 2017
A 70.ª edição do Festival anual de Cannes foi realizada nos dias 17 a 28 de maio de 2017. O cineasta e roteirista espanhol Pedro Almodóvar foi eleito o presidente do júri do festival. O filme The Square, que foi dirigido pelo sueco Ruben Östlund, levou a Palma de Ouro de melhor filme, enquanto que Joaquin Phoenix foi agraciado como melhor ator e Diane Kruger como melhor atriz.

## Comissão jurídica

### Longas-metragens
- Pedro Almodóvar, cineasta espanhol (Presidente)[4]
- Agnès Jaoui, cineasta, atriz e cantora francesa
- Fan Bingbing, atriz chinesa
- Gabriel Yared, compositor franco-libanês
- Jessica Chastain, atriz e produtora cinematográfica estadunidense
- Maren Ade, cineasta alemã
- Paolo Sorrentino, cineasta italiano
- Park Chan-wook, cineasta sul-coreano
- Will Smith, ator estadunidense

### Semana da Crítica Internacional
- Kleber Mendonça Filho, cineasta brasileiro (presidente)[5]
- Diana Bustamante Escobar, produtor de cinema colombiano e diretor artístico do FICC
- Eric Kohn, crítico de cinema norte-americano
- Hania Mroué, diretora libanesa de Metropolis Cinema
- Niels Schneider, ator franco-canadense

### Olho de Ouro(Melhor documentário)
- Sandrine Bonnaire, atriz e cineasta francesa (Presidente)[6]
- Lorenzo Codelli, crítico de cinema italiano
- Dror Moreh, cineasta israelense
- Thom Powers, diretor de festival e curador estadunidense
- Lucy Walker, cineasta britânica

## Prêmios

### Seleção oficial
Em Competição
- Palma de Ouro – The Square por Ruben Östlund
- Grand Prix – 120 battements par minute por Robin Campillo
- Prêmio de direção – Sofia Coppola por The Beguiled
- Prêmio de Roteiro(empate)
  - Lynne Ramsay por You Were Never Really Here
  - Yorgos Lanthimos e Efthimis Filippou por The Killing of A Sacred Deer
- Prêmio de interpretação feminina – Diane Kruger por Aus dem Nichts
- Prêmio de interpretação masculina – Joaquin Phoenix por You Were Never Really Here
- Prêmio do júri - Nelyubov por Andrey Zvyagintsev
- Prêmio especial pelos 70 anos do festival - Nicole Kidman

### Prêmios Independentes
Olho de Ouro(Melhor documentário)
- Olho de Ouro – Visages, villages por Agnès Varda e JR
- Menção Especial – Makala por Emmanuel Gras